# So Far Gone
So Far Gone – trzeci mixtape kanadyjskiego rapera Drake’a.

## Lista utworów
1. "Lust For Life" - 2:56
2. "Houstatlantavegas" - 4:51
3. "Successful" (Feat. Trey Songz & Lil' Wayne) - 6:14
4. "Let's Call It Off" (Feat. Peter Bjorn and John) - 3:54
5. "November 18th" - 3:07
6. "Ignorant Shit" (Feat. Lil' Wayne) - 5:03
7. "A Night Off" (Feat. Lloyd) - 3:13
8. "Say What's Real" - 3:50
9. "Little Bit" (Feat. Lykke Li) - 3:50
10. "Best I Ever Had" - 4:18
11. "Unstoppable" (Feat. Santogold & Lil' Wayne) - 3:29
12. "Uptown" (Feat. Bun B & Lil' Wayne) - 6:22
13. "Sooner Than Later" - 4:22
14. "Bria's Interlude" (Feat. Omarion) - 2:19
15. "The Calm" - 4:03
16. "The Tourist Outro" - 2:54
17. "Brand New" - 3:35